# Anu Puustinen

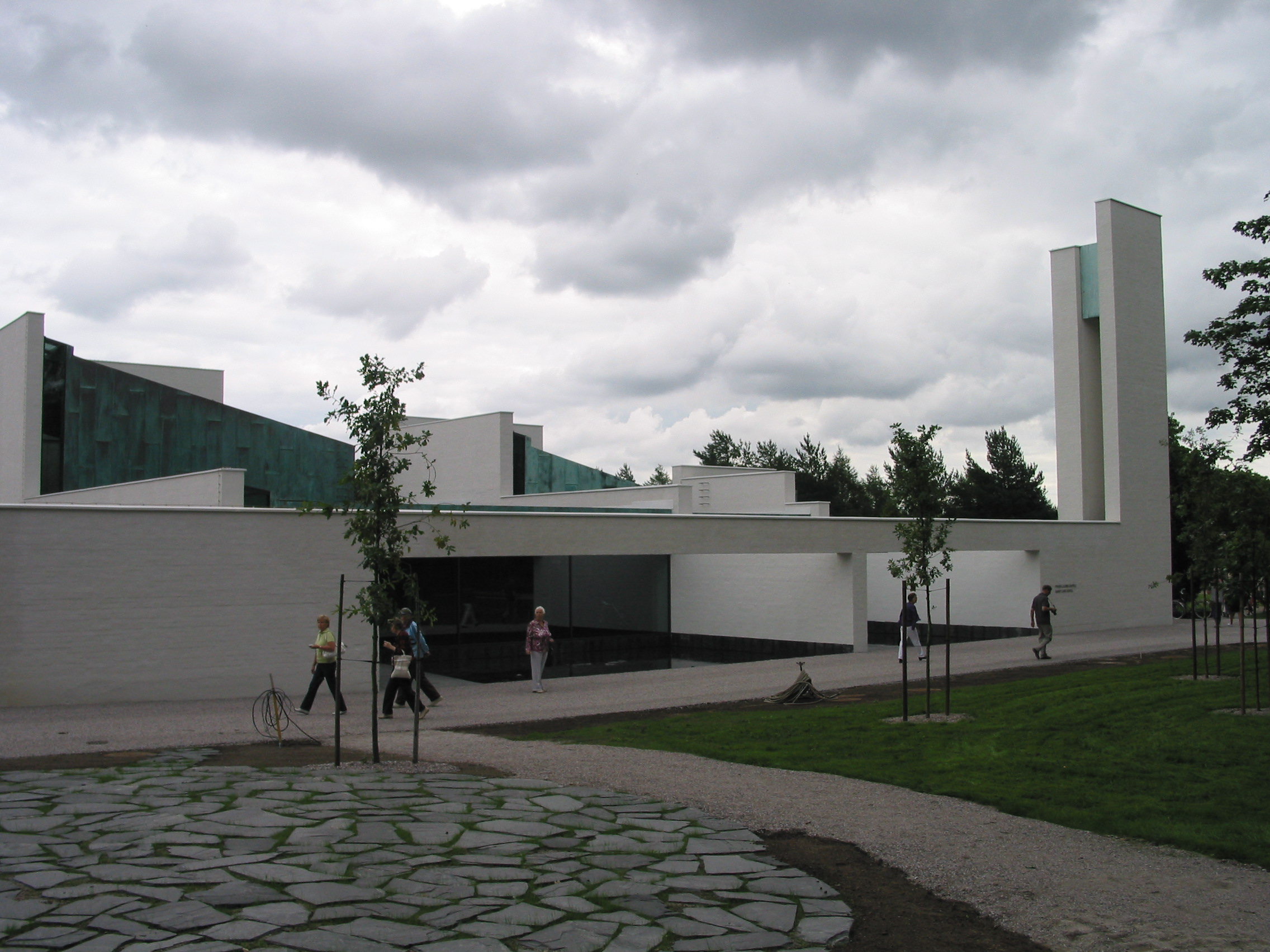
S:t Lars kapell i Vanda

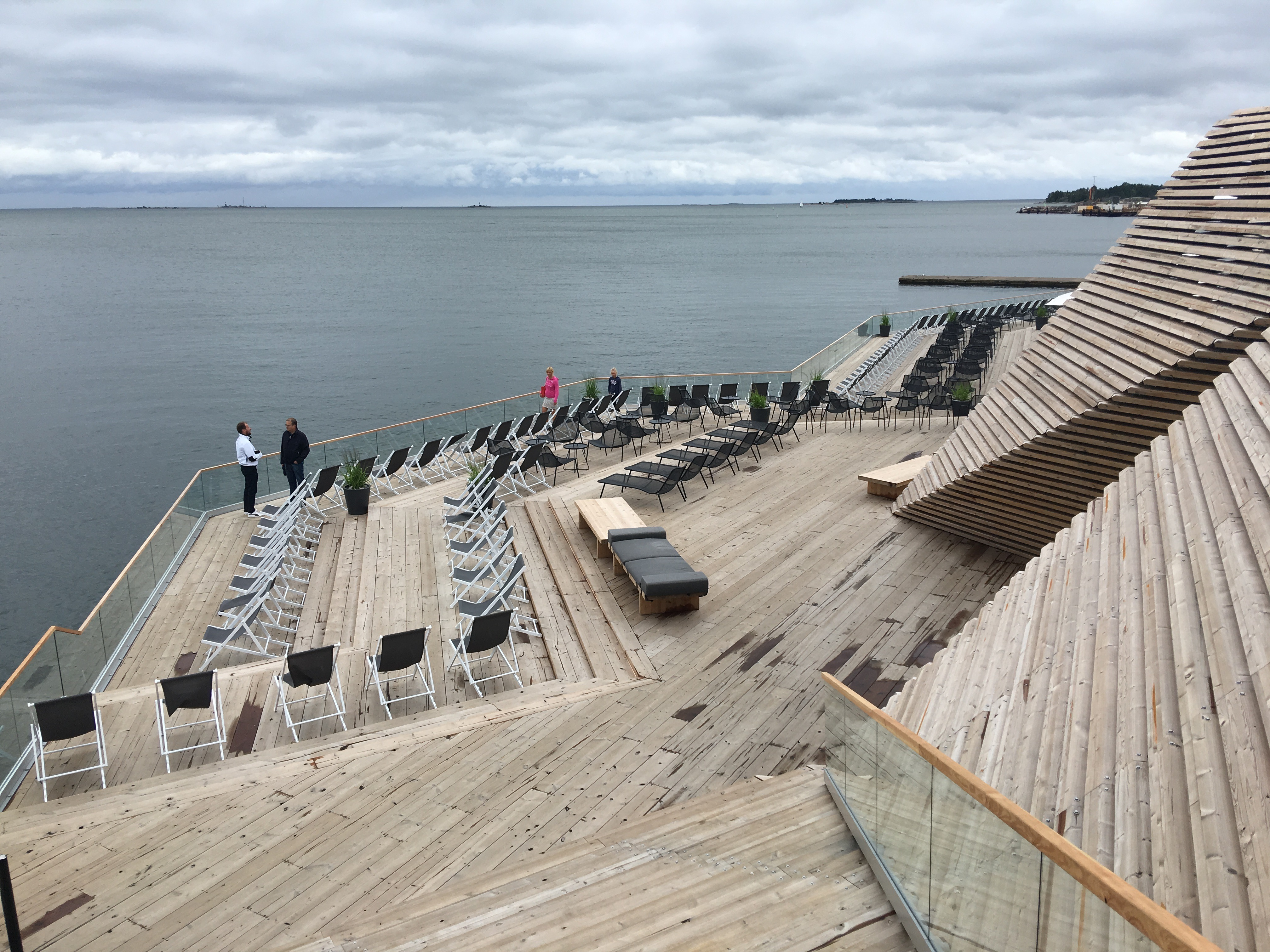
Löyly på Ärtholmen i Helsingfors

Anu Puustinen, född 1974, är en finländsk arkitekt. 
Anu Puustinen har utbildat sig i på Konstindustriella högskolan i Helsingfors 1993–1994, Delfts tekniska universitet i Nederländerna samt på Helsingfors tekniska högskola, där hon tog examen som arkitekt 2004. Hennes examensarbete avsåg S:t Lars kapell i Vanda. Hon har undervisat på Tekniska högskolan i Helsingfors 2004–2010. 
Tillsammans med Ville Hara driver Anu Puustinen sedan 2004 Avanto arkkitehdit Oy i Helsingfors. 

## Byggnader i urval
- S:t Lars kapell i Vanda, 2010 (tillsammans med Ville Hara)[1]
- Löyly på Ärtholmen i Helsingfors, 2016 (tillsammans med Ville Hara)